# پسر خونریز (فیلم ۱۹۹۷)
پسر خونریز (انگلیسی: The Butcher Boy) فیلمی در ژانر تراژدی-کمدی و درام به کارگردانی نیل جوردن است که در سال ۱۹۹۷ منتشر شد. این فیلم اقتباسی از رمانی به همین نام نوشتهٔ پاتریک مک‌کیب است.